# Pingzhen
Pingzhen (chiń. trad. 平鎮; pinyin Píngzhèn; pe̍h-ōe-jī Pêng-tìn) – dzielnica miasta Taoyuan na Tajwanie. W 2014 roku liczyła 212 328 mieszkańców.
W przeszłości samodzielne miasto. 25 grudnia 2014 roku, wraz z przekształceniem powiatu Taoyuan w miasto wydzielone, pozbawione statusu miasta i ustanowione dzielnicą nowo utworzonego miasta wydzielonego.